# Atli Sveinn Þórarinsson
Atli Sveinn Þórarinsson (født 24. januar 1980) er en islandsk tidligere fodboldspiller (forsvarer).
Þórarinsson spillede størstedelen af sin karriere i hjemlandet, hvor han af tre omgange repræsenterede KA i Akureyri, og desuden tilbragte otte år hos Valur i Reykjavík. Han havde desuden et fem år langt udlandsophold i Sverige hos Örgryte og vandt Svenska Cupen med holdet i 2000.
Þórarinsson spillede otte kampe for det islandske landshold. Han debuterede for holdet i september 2002 i en venskabskamp mod Ungarn.

## Titler
Islandsk mesterskab
- 2007 med Valur

Islandsk pokal
- 2005 med Valur

Svenska Cupen
- 2000 med Örgryte